# Атомная школа 3
«Атомная школа 3» (англ. Class of Nuke 'Em High 3: The Good, the Bad and the Subhumanoid) — американский научно-фантастический комедийный фильм ужасов 1994 года. Снят киностудией Troma Entertainment. Фильм основан на комедии Уильяма Шекспира «Комедия ошибок».

## Сюжет
Субгуманоид Виктория избежала расплавления, поскольку в прошлый раз успела принять противоядие. От Роджера Смита Виктория родила близнецов Эдлая и Дика, однако сама умерла при родах. Одного ребёнка успел похитить новый руководитель АЭС доктор Слэг. Он предположил, что субгуманоид будет иметь суперсилу и, таким образом, его можно будет использовать в своих интересах как суперсолдата. Доктору Слэгу в его экспериментах помогает профессор Хольт, которая выжила во время разрушения АЭС гигантской белкой. За два года братья-субгуманоиды превратились из младенцев во взрослых людей. Эдлай начал встречаться со своей няней Триш и поступил в Технологический институт Тромавилля. Дик же был превращён в суперсолдата. В это же время сам Роджер Смит был избран мэром Тромавилля.
Через некоторое время Эдлай начинает обращать внимание, что у него есть некоторые сверхспособности. Например, когда останавливается работа АЭС, ему удаётся возобновить её, просто засунув руку в реактор. Доктор Слэг обращает внимание на Эдлая и желает, чтобы тот также работал на него. Для начала он хочет разрушить его авторитет. Слэг отправляет Дика, который всё это время обитал в подземных лабораториях, на поверхность, чтобы тот совершал там плохие дела от имени своего брата. Поскольку Эдлай и Дик близнецы, то выглядят они идентично. Дик врывается в общежитие, где избивает студентов, а затем избивает бездомных на улице. Все в городе уверены, что это всё дело рук Эдлая. В конце концов, доктор Слэг похищает Эдлая. Он требует, чтобы два брата соприкоснулись и объединили свои суперсилы. По его мнению, это вызовет взрыв, который уничтожит город и превратит его в ядерный пепел. Однако при соприкосновении друг с другом братья просто расплавляются, оставляя после себя некий прозрачный шар. Триш относит этот шар в ядерный реактор и из него появляется младенец. Новому субгуманоиду дают имя Мойша.

## В ролях
- Брик Бронски — Роджер Смит / Эдлай Смит / Дик Смит
- Лиза Стар — Триш
- Джон Таллман — доктор Слэг
- Лиза Гайе — профессор Хольт
- Альберт Беар — Лил Эггуайт
- Элизабет Янг —  Элэйн
- Валери МакКоннелл — Лиза
- Кэтлин Кэйн — Энджел Финкельштейн
- Лизетта Фаз — Сьюзи Шварц
- Рон Джереми — профессор
- Лиса Роулэнд — Виктория

## Рецензии
Фильм получил негативные отзывы. Критиковали, например, абсурдный сюжет или то, что эта комедия совершенно не смешная. Некоторые отмечали, что хотя Брик Бронски интересный актёр, он играет целых три роли и его слишком много в фильме.